# Lanceros de Castilla
Se llamó Lanceros de Castilla tanto a una unidad del Ejército español que luchó contra las tropas napoleónicas en la Guerra de la Independencia, como a otra unidad del Ejército, una parte del regimiento de húsares de Burgos, que tras ser reformado en 1816, se denominó como Lanceros de Castilla teniendo su sede en Caspe (Aragón).
En lo que respecta a la unidad de Lanceros que con esta denominación combatió en la Guerra de la Independencia, cabe apuntar que fueron en su inicio familiares y amigos de Julián Sánchez "El Charro". Pasado este primer "núcleo inicial", se unieron paisanos de los pueblos de la comarca natal de El Charro, y en pocos meses se alistaron voluntarios que deseaban luchar contra los franceses (desertores de los ejércitos imperiales, ex prisioneros de guerra argentinos traídos a la península ibérica por el Ejército británico, guerrilleros y antiguos militares). 

## Relación por orden alfabético de los miembros de la unidad Lanceros de Castilla en la Guerra de Independencia
- Acevedo, Antonio, Alférez de la tercera compañía del segundo escuadrón del regimiento. Ingresó en Caballería en 1808. Noble (Archivo Gral. Militar de Segovia).
- Alderete, Matías de, Comandante de la Plana Mayor del Regimiento.
- Alonso, Domingo, Sargento Primero, natural de Retortillo (Obispado de Ciudad Rodrigo), fallecido en Calvarrasa de Arriba (Salamanca) en un “encuentro con los franceses el 18 de febrero de 1812, en el Monte de los Perales”.
- Arjona, Antonio, Ayudante de la Plana Mayor del Regimiento.
- Arroyo, José, natural de Buenamadre (Salamanca), fallecido en Villares de Yeltes el 1 de agosto de 1811 (“soldado de la Partida de D. Julián”).
- Blanco, Pedro, Teniente de la quinta compañía del tercer escuadrón del Regimiento.
- Bustos, Antonio, Capitán de la segunda compañía del primer escuadrón del Regimiento.
- Cabero Martín, Manuel, fallecido en Retortillo (Salamanca) el 24 de febrero de 1812, hijo de Antonio Cabero y de María Martín Pacho, soldado del Regimiento de Lanceros del 4º Escuadrón, duodécima Compañía.
- Calderón, Manuel
- Campo, Juan del, Picador.
- Canal, Gabriel de la, Teniente de la séptima compañía del cuarto escuadrón del Regimiento.
- Castanedo, Fernando, Mariscal mayor.
- Cilleros, Francisco, natural de Muñoz (Salamanca), cuñado de Julián Sánchez García (El Charro). Capitán de la primera compañía del primer escuadrón del Regimiento.
- Díaz, José, Capitán de la séptima compañía del cuarto escuadrón del Regimiento.
- Egido, Juan (1793 Vitigudino, Salamanca - 1865 Villavieja de Yeltes, Salamanca). Mariscal de la Primera Compañía del Regimiento.
- Francisco (de nombre, se desconoce el apellido) de tierra de Valencia, fallecido en Ituero de Huebra el 9 de marzo de 1810; en el Libro de Difuntos figura como “de la Partida de D. Julián”).
- Fraile, Marta (esposa de uno de los lanceros y autora de alguna hazaña).
- García, Alonso, ingresó en Caballería en 1808 - Honrada (Archivo Gral. Militar de Segovia).
- García, Francisco, Teniente de la cuarta compañía del segundo escuadrón del Regimiento.
- García, Ildefonso, Capitán de la tercera compañía del segundo escuadrón del Regimiento.
- García, José, Capitán de la octava compañía del cuarto escuadrón del Regimiento.
- García, Juan Francisco, natural de Rollán (Salamanca).
- García, Paulino, Oficial del Batallón de Lanceros.
- Gascón - Puerto Vicente, Ambrosio, natural de Mogarraz (Salamanca), nacido el 12 de octubre de 1777 (tío de Ambrosio Martín Gascón, también de Mogarraz).
- Godino Cela, Mariano, Ayudante de la Plana Mayor del Regimiento. Noble. Ingresó en Caballería en 1808. Contrajo matrimonio en 1816 (Archivo Gral. Militar de Segovia)
- Gutiérrez Gómez, José, Sargento del 2º Regimiento Lanceros de Castilla (natural de Boada).
- Gutiérrez, Julián, Teniente de la octava compañía del cuarto escuadrón del Regimiento. Ingresó en Caballería en 1808 - Honrada (Archivo Gral. Militar de Segovia).
- Hernández, Eustaquio, Alférez de la segunda compañía del primer escuadrón del Regimiento.
- Hernández, Francisco de Paula, Capitán de la quinta compañía del tercer escuadrón del Regimiento.
- Hernández González, Fabián, nacido en Vega de Tirados (Salamanca), fallecido en Villar del Rey el 4 de junio de 1811, hijo de Manuel Hernández y de Josefa González (de Tirados).
- Hernández, Manuel, Alférez de la quinta compañía del tercer escuadrón del Regimiento.
- Hernández Martín, Mateo, nacido el 10 de marzo de 1786 en Rollán (Salamanca) y fallecido el 12 de enero de 1810.
- Jover, Pedro, Ayudante de la Plana Mayor del Regimiento.
- Letona, N. Subteniente de los Lanceros de Castilla, hermano del Arzobispo de Tuy, sobrino del Obispo de Orense, sobrino del Gral. Fco. Ramón Eguía y Letona y primo del Catedrático Domingo Letona.
- López, Antonio, Teniente de la primera compañía del primer escuadrón del Regimiento.
- López, Tomás, Alférez de la sexta compañía del tercer escuadrón del Regimiento.
- Mangas, Antonio, capitán de la cuarta compañía del segundo escuadrón del Regimiento.
- Martín, Ambrosio
- Martín Gascón, Ambrosio, teniente coronel de la Plana, mayor del Regto. de Lanceros de Castilla, nacido en Mogarraz (Salamanca) el 5 de junio de 1787.
- Martín, José (ayudante de Julián (El Charro), acaso también natural de Muñoz (Salamanca), Comandante de la Plana Mayor del Regimiento.
- Martín Villoria, José, natural de La Vídola (Salamanca), soldado del Primer Rgto. de Caballería de Lanceros de Castilla.
- Martínez, Juan, Alférez de la octava compañía del cuarto escuadrón del Regimiento.
- Metzguer Rufi, Juan, aparece en los Expedientes del Archivo General Militar de Segovia como: “Caballería, 1811. Honrada”. Es uno de los hombres de “El Charro”; antes de la Guerra trabajaba en los almacenes Bohl y Cía. de Valladolid.
- Miguel Hernández, Rafael, Sargento del Primer Regimiento de Lanceros de Castilla, natural de Sando (tierra de Ledesma), contrae matrimonio en Ciudad Rodrigo el 10 de junio de 1813.
- Miler, Mariano, Ayudante de la Plana Mayor del Regimiento.
- Mings Sterubit, Antonio (checo)
- Miñambre, Ramón
- Moles, José, Capitán de la sexta compañía del tercer escuadrón del Regimiento.
- Moñita Calzada, Pablo Baltasar, natural de Monterrubio de la Sierra (Salamanca), nacido en 1777.
- Moraleja, Antonio, Cirujano del Regimiento
- Morales, José
- Moreno, Alejo, natural de Muñoz (Salamanca).
- Moronta, José, Capellán de Lanceros de Castilla (Sacerdote).
- Orejón, Domingo, Sargento Mayor de la Plana Mayor del Regimiento.
- Ortiz, Cristóbal, Sargento de la Cuarta Cía. de Lanceros de Castilla, natural de Totana (Murcia), el 11 de noviembre de 1812 se encontraba en Boada (Salamanca).
- Pídula, Felipe de, Trompeta de órdenes del Regimiento.
- Ramos, Francisco, Capellán del Primer Regimiento de Lanceros de Castilla (Sacerdote).
- Riguero, Esteban, Teniente de la sexta compañía del tercer escuadrón del Regimiento.
- Rodríguez García, José, Teniente de Lanceros, natural de Monleras (Salamanca), nacido el 23 de agosto de 1786.
- Rodríguez Laso, Fernando
- Román, Francisco, Capellán del Regimiento.
- Sánchez, Baltasar, natural de Iruelos.
- Sánchez, Francisco, Teniente de la tercera compañía del segundo escuadrón del Regimiento.
- Sánchez, Francisco, Sillero del Regimiento.
- Sánchez García, D. Julián “El Charro” natural de Muñoz (Salamanca) nacido en 1774 (bautizado el 3 de junio de 1774).
- Sánchez Peramato, Andrés, natural de Vilvis (Salamanca). Aparece en el Libro Sacramental como Confirmado en Vilvis, el 31 de mayo de 1789.
- Sánchez Vega, Francisco, Alférez de la primera compañía del primer escuadrón del Regimiento.
- Serrano, José
- Sierra, Fernando, natural de Santa María de Sando - Ledesma (Salamanca), falleció en Abusejo el 30 de enero de 1812; viudo.
- Sierra, Francisco, Capitán, natural de Cardes (Asturias), fallecido en Salamanca el día 5 de enero de 1814. Aprox. a la edad de 40 años.
- Sierra, José, Teniente de la segunda compañía del primer escuadrón del Regimiento
- Triguero, Esteban
- Velasco, José, Alférez de la séptima compañía del cuarto escuadrón del Regimiento.
- Vergara, Juan de, Alférez de la cuarta compañía del segundo escuadrón del Regimiento.